# Erik Andersson
Pour les articles homonymes, voir Andersson.
Klas Erik Andersson, né le 17 mars 1896 à Stockholm et mort le 23 février 1985 dans la même ville, est un joueur de water-polo et nageur suédois.

## Carrière
Aux Jeux olympiques de 1912 à Stockholm, Erik Andersson est éliminé en séries du 100 mètres nage libre.
Avec l'équipe de Suède masculine de water-polo, il est médaillé de bronze aux Jeux olympiques de 1920 à Anvers, quatrième aux Jeux olympiques d'été de 1924 à Paris et médaillé d'argent au Championnat d'Europe de water-polo masculin 1926 à Budapest.